# James Newman
James Hansen Newman (Protetorado das Ilhas do Pacífico das Nações Unidas, 16 de outubro de 1956) é um astronauta e físico norte-americano, veterano de quatro missões no espaço a bordo dos ônibus espaciais.
Criado em San Diego, Califórnia, onde completou os estudos secundários antes da formação superior em New Hampshire e um doutorado em física na Universidade Rice em Houston, Texas, em 1984, onde também deu aulas, ele entrou para a NASA no ano seguinte e seu trabalho incluiu dirigir o treinamento das equipes de voo e de controle de voo em todas as fases da propulsão, direção e controle do ônibus espacial.
Em janeiro de 1990 ele passou a treinamento de astronauta, sendo aprovado para voos espaciais após o período de treinamento, e em 1993 foi ao espaço como especialista de missão da STS-51 Discovery num voo de dez dias, em que a tripulação colocou em órbita diversos satélites.
Entre setembro de 1995 e março de 2002, Newman fez mais três voos espaciais, sempre como especialista de missão, trabalhando no espaço na montagem inicial da Estação Espacial Internacional e em missões de modernização de equipamentos do telescópio espacial Hubble. Em suas quatro idas à órbita terrestre, ele acumulou um total de 43 dias no espaço e 43 horas de atividades extraveiculares. 